# Hynek Klouda
Hynek Klouda (8. února 1930, Třebíč – 2010) byl český malíř a restaurátor.

## Biografie
Hynek Klouda se narodil v roce 1930 v Třebíči, v letech 1949 a 1953 vystudoval Uměleckou průmyslovou školu ve Zlíně v ateliéru Ludvíka Havelky a následně mezi lety 1953 a 1959 pokračoval ve studiu na Akademii výtvarných umění v Praze v ateliérech Miloslava Holého a později Bohuslava Slánského. Pracoval primárně v Praze, kde se věnoval restaurátorství závěsných obrazů, plastik, sgrafit a podobně. V Třebíči vystavoval poprvé v roce 1964. Zemřel v roce 2010.

## Výstavy

### Kolektivní
- 1964, Třebíč (II. výtvarná Třebíč)
- 1978, Praha (Umění vítězného lidu. Přehlídka současného československého výtvarného umění k 30. výročí Vítězného února)
- 1980, Praha (Výtvarní umělci k 35. výročí osvobození Československa Sovětskou armádou)
- 1983, Praha (Výsledky restaurátorských prací)
- 1985, Praha (Vyznání životu a míru. Přehlídka československého výtvarného umění k 40. výročí osvobození Československa Sovětskou armádou)
- 1985, Dom kultúry, Bratislava (Vyznání životu a míru. Přehlídka československého výtvarného umění k 40. výročí osvobození Československa Sovětskou armádou)
- 1989, Mánes, Praha (Restaurátorské umění 1948-1988)